# Ciruelos (Toledo)
Ciruelos ist eine zentralspanische Gemeinde mit 679 Einwohnern (Stand: 2024) in der Provinz Toledo der Region Kastilien-La Mancha.

## Lage und Klima
Ciruelos liegt im Norden der historischen Landschaft der La Mancha ca. 35 km (Fahrtstrecke) ostnordöstlich der Stadt Toledo in einer Höhe von ca. 705 m.
Das Klima im Winter ist rau, im Sommer dagegen trocken und warm; der spärliche Regen (ca. 458 mm/Jahr) fällt überwiegend in den Wintermonaten.

## Bevölkerungsentwicklung
| Jahr      | 1970 | 1981 | 1991 | 2001 | 2011 | 2021 |
| Einwohner | 350  | 317  | 340  | 374  | 659  | 616  |

## Sehenswürdigkeiten
- Kirche Mariä Himmelfahrt (Iglesia de Nuestra Señora de la Asunción)
- Rathaus

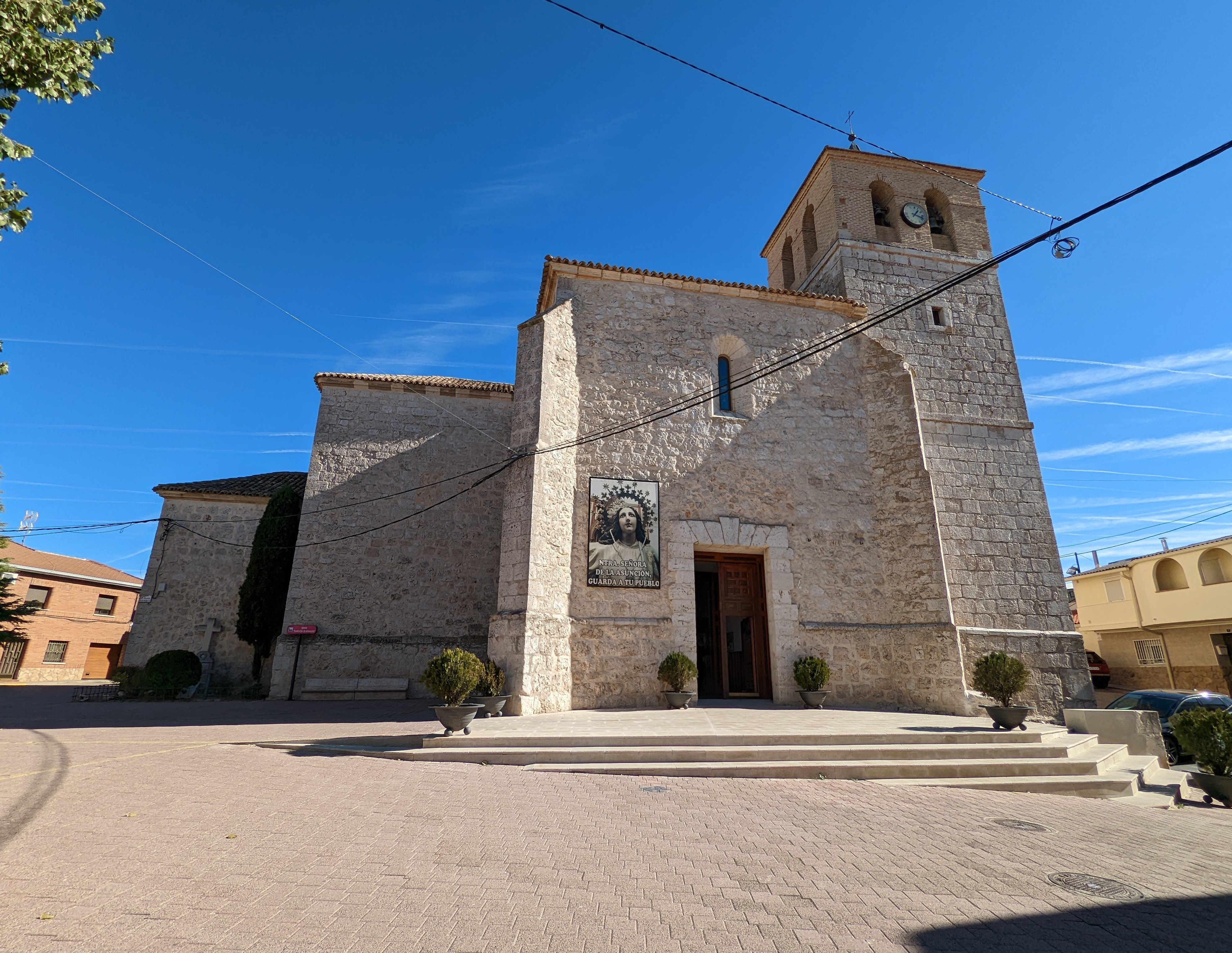
Kirche Mariä Himmelfahrt
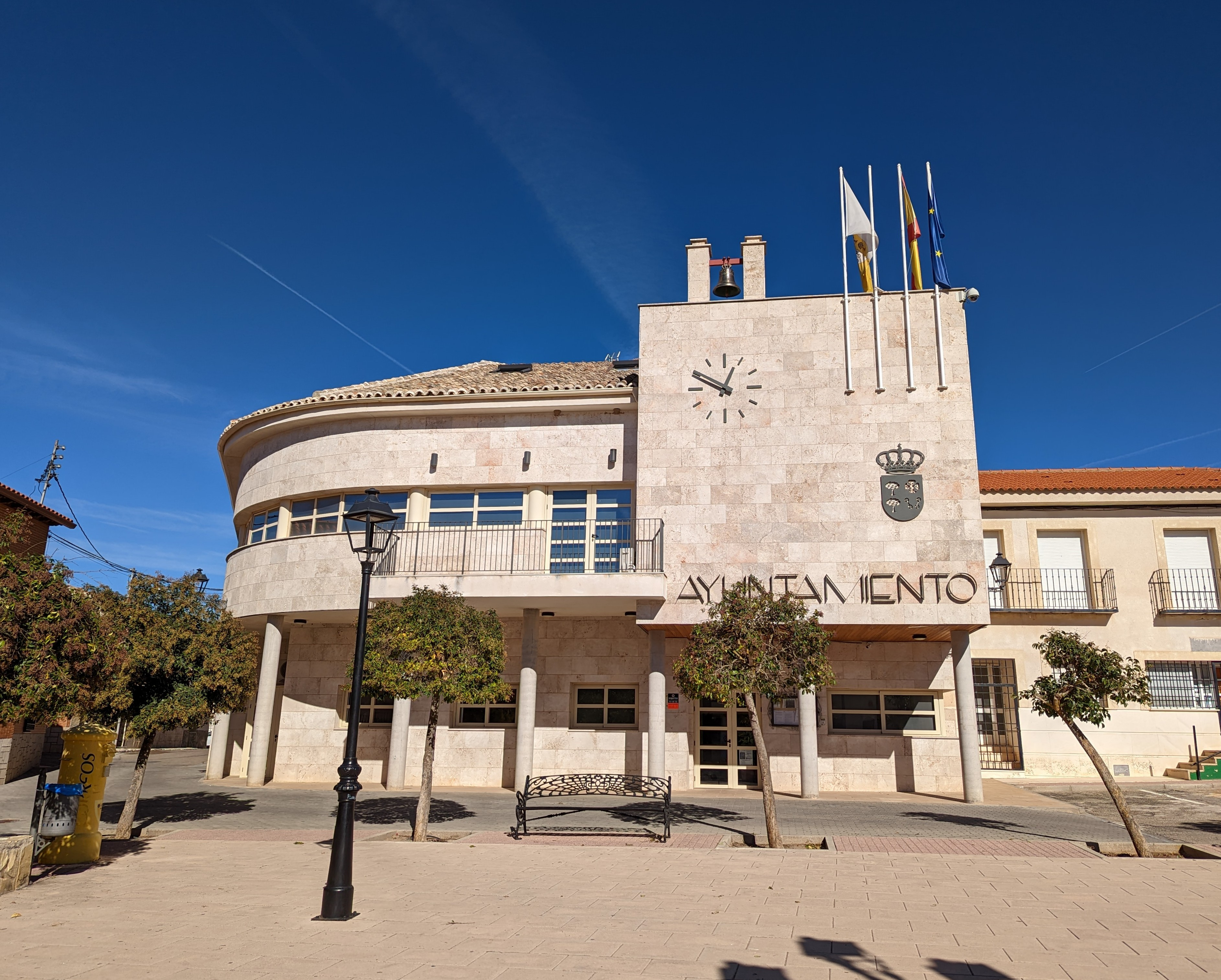
Rathaus

## Trivia
Zu Beginn der 1970er Jahre wurde hier der Film Ein Kind zu töten… gedreht.